# Proksenos (historyk)
Proksenos (III wiek p.n.e.) – grecki historyk, autor niezachowanych dzieł: Epejrotiká (Historia Epiru), dzieła periegetycznego Perí pórthmōn Sikelikōn (O portach sycylijskich), pisma Lakonikē politéja (O ustroju lakońskim), a także pracy o Pyrrusie, z której korzystał Dionizjusz z Halikarnasu.